# Jean Casimir Félix Guyon
Jean Casimir Félix Guyon (Saint-Denis, 1831 – Parigi, 1920) è stato un chirurgo francese.
Fu professore di chirurgia all'Università di Parigi dal 1877 e di urologia all'ospedale Necker. È considerato il padre della moderna urologia francese, insieme a Jean Civiale e Jean Zuléma Amussat.

## Scritti
(in lingua francese)
- Sur les cavités de l'utérus à l'état de vacuité. Doctoral thesis; Paris, 1858.
- Des tumeurs fibreuses de l'utérus. Concours-thesis, 1860.
- Des vices de conformation de l'urèthre chez l'homme et les moyens d'y remédier. Concours-thesis, 1863.
- Éléments de chirurgie clinique, comprenant le diagnostic chirurgical, les opérations etc. Paris, 1873.
- Leçons cliniques sur les maladies des voies urinaires. Paris, J. B. Baillière, 1881; 2nd edition, 1885; 1084 pagine.
- Atlas des maladies des voies urinaires. Published with Pierre Bazy (1853–1934). Paris : Doin. Book 1–4, 1881–1883.
- Lecons sur les cystites et sur les prostatiques. 1888.
- Leçons cliniques sur les affections chirurgicales de la vessie et de la prostate. Paris, J. B. Baillière, 1888.
- Anatomie et physiologie pathologique de la rétention de l'urine. Scritto insieme a Joaquín Albarrán.[1]